# Valaškovce
Valaškovce é uma área militar e município da Eslováquia, situado no distrito de Humenné, na região de Prešov. Tem 119,23 km² de área e não possui residentes fixos. Estatisticamente é equiparada a um município, mas é de fato uma área militar (vojenský obvod), instituída em 1937.